# Blumberg (Adlkofen)
Blumberg ist ein Gemeindeteil von Adlkofen im niederbayerischen Landkreis Landshut.

## Lage
Das Dorf Blumberg liegt etwa 1,7 Kilometer nordöstlich von Adlkofen an der Staatsstraße 2045 im Isar-Inn-Hügelland.

## Geschichte
Der älteste urkundliche Beleg zu Blumberg stammt aus dem Jahr 1597. Der Ort gehörte damals zu Deutenkofen.

## Wirtschaft
Es gibt eine Gastwirtschaft mit Übernachtungsmöglichkeit in Blumberg. Ansonsten ist der Ort landwirtschaftlich geprägt.

### Verkehr
Über die Staatsstraße 2045 gelangt man in westlicher Richtung nach Adlkofen und in östlicher Richtung erreicht man zur Nachbargemeinde Kröning.
2005 wurde der Bau eines Radweges entlang der Staatsstraße 2045 von Schweinbach (Stadt Landshut) nach Adlkofen vergeben.  Eine Fortführung als Geh- und Radweg über Blumberg bis Birken wurde geplant und dessen Bau mit einer Gesamtlänge von 2,4 km durch den Gemeinderat im Sommer 2013 beschlossen. Am 2. Juni 2014 beschloss er zudem, den Bau in Eigenregie durchzuführen.

### Bauen und Wohnen
2012/2013 wurde damit begonnen, einen Bebauungsplan „Sport- und Freizeitanlage Blumberg“ aufzustellen. In seiner Sitzung vom 13. Mai 2013 billigte der Gemeinderat den Entwurf zum Deckblatt Nr. 2 des Bebauungsplans Sport- und Freizeitanlage Blumberg und das Verfahren zur öffentlichen Auslegung wurde eingeleitet. Am 1. Juli erfolgte dann der Beschluss über die 13. Änderung des Flächennutzungsplanes für den Teilbereich „Sport- und Freizeitanlage Blumberg“ und zum Bebauungsplan „Sport- und Freizeitanlage Blumberg – Deckblatt Nr. 2“.

## Kultur und Sehenswürdigkeiten

### Sport
Im September 2014 wurde mit einem großen Fest der neue Schießstand der Waldschützen in Blumberg eingeweiht. Es gibt zwei Bundeskegelbahnen.

### Regelmäßige Veranstaltungen
Zu den jährlich wiederkehrenden Veranstaltungen gehörten das Königsschießen und der Schützenball der Waldschützen Blumberg sowie das Aufstellen des Maibaumes.

## Vereine

### Aktive Vereine
Böllerschützen Blumberg
Heimat- und Trachtenverein Adlkofen e. V.
Gründung: 1. Januar 1947 (als „Volks- und Gebirgstrachtenerhaltungsverein Almenrausch Blumberg“)

Mitgliederzahl: 292

Zweck: Erhalt und Pflege des heimatlichen Volksgutes und Brauchtums.

Sonstiges: 1997 feierte der Verein sein 50-jähriges Bestehen.
Waldschützen Blumberg e. V.
Gründung: Herbst 1952

Mitgliederzahl: 201 (Stand: 12. Januar 2012)

Zweck: Schützenverein

Sonstiges: Vereinsheim ist das Gasthaus Westermeier, Blumberg. 2012 wurde das 60-jährige Bestehen des Vereines gefeiert.

### Ehemalige Vereine
Sportclub Adlkofen e. V. (SC Adlkofen)
Gründung: 24. Februar 1988

Mitgliederzahl: ?

Zweck: Förderung der sportlichen Betätigung der Allgemeinheit durch Turn-, Sport- und Spielübungen, Förderung entsprechender Lehrveranstaltungen und Versammlungen sowie der Instandhaltung der Sporteinrichtungen und -geräte sowie des Vereinsheimes. Hierzu wurden folgende Sparten angeboten: Dart, Sportkegeln, Schach, Tischtennis.

Sonstiges: Vereinsheim war das Gasthaus Westermeier, Blumberg. Im Sommer 2015 fusionierte er mit dem DJK SV Adlkofen.